# Cupido parvipuncta
Cupido parvipuncta är en fjärilsart som beskrevs av Tutt 1909. Cupido parvipuncta ingår i släktet Cupido och familjen juvelvingar. Inga underarter finns listade i Catalogue of Life.